# Stanislav Savtchenko
Pour les articles homonymes, voir Savtchenko.
Stanislav Savtchenko est un joueur d'échecs et un entraîneur d'échecs soviétique puis ukrainien né le 21 janvier 1967.

## Biographie et carrière
Stanislav Savtchenko gagna le tournoi de Gausdal (en Norvège) en 1992. Il remporta le championnat d'Ukraine en 1999, ex æquo avec  Guennadi Kouzmine , Alekseï Bezgodov, Aleksandr Moiseenko et Andriï Rakhmangoulov. Il remporta le tournoi de Béthune en 1993.
Il obtint le titre de grand maître international en 1993. Stanislav Savtchenko participa à la Coupe d'Europe des clubs d'échecs de 1993 à 2002, remportant la médaille de bronze par équipe en 1994 avec le club du Novotronika-Donbass Alchevsk (Savtchenko marqua 3,5 points sur 6 au deuxième échiquier).
Avec l'Ukraine, Stanislav Savtchenko marqua 8 points en 15 parties lors de deux olympiades. Il remporta la médaille d'argent par équipe lors de l'Olympiade d'échecs de 1996 (il était deuxième remplaçant) et la médaille de bronze par équipe lors de l'Olympiade d'échecs de 1998 (il était premier remplaçant). En 1997, il fut sélectionner pour participer au championnat du monde d'échecs par équipes (l'Ukraine finit cinquième de la compétition).
En 2000, il remporta (grâce à un meilleur départage) l'open international du championnat d'échecs de Paris.
Lors du championnat du monde de la Fédération internationale des échecs 2001-2002, il fut éliminé au premier tour par l'Espagnol Francisco Vallejo Pons (1 à 1 en parties classiques et 0,5-1,5 en parties rapides).
En 2003, il gagna le tournoi de Noël de Zurich.